# Michael Wolff (jornalista)
Michael Wolff (27 de Agosto de 1953) é um autor, ensaísta e jornalista americano. Atualmente escreve para a revista GQ.
Em 2018 lançou Fire and Fury: Inside the Trump White House, um livro sobre o primeiro ano da primeira presidência de Donald Trump.

## Obras
- White Kids. Simon & Schuster. 1979.
- Where We Stand: Can America Make It in the Global Race for Wealth, Health, and Happiness?. Bantam Books. 1992.
- Burn Rate: How I Survived the Gold Rush Years on the Internet. Simon & Schuster. 1998.
- Autumn of the Moguls: My Misadventures With the Titans, Poseurs, and Money Guys Who Mastered and Messed Up Big Media. Collins. 2003.
- The Man Who Owns the News: Inside the Secret World of Rupert Murdoch. Broadway Books. 2008.
- Television Is the New Television: The Unexpected Triumph of Old Media In the Digital Age. Portfolio. 2015.
- Fire and Fury: Inside the Trump White House. Henry Holt and Company. 2018